# 9 sierpnia
9 sierpnia jest 221. (w latach przestępnych 222.) dniem w kalendarzu gregoriańskim. Do końca roku pozostaje 144 dni.

## Święta
- Imieniny obchodzą: Domicjan, Domicjana, Doroteusz, Edyta, Falkon, Irena, Jan, Julian, Klarysa, Marcelin, Marcjan, Miłorad, Roman, Romuald, Ryszard i Teresa.
- Południowa Afryka – Narodowy Dzień Kobiet
- Singapur – Święto Niepodległości
- Międzynarodowe – Międzynarodowy Dzień Ludności Tubylczej na Świecie (ustanowione przez Zgromadzenie Ogólne ONZ w 1944 do 9 sierpnia 2014 roku)
- Wspomnienia i święta w Kościele katolickim[1][2] obchodzą:
  - bł. Franciszek Jägerstätter (męczennik) (również 21 maja)
  - św. Irena (cesarzowa bizantyńska)
  - św. Teresa Benedykta od Krzyża, Edyta Stein (patronka Europy)
  - św. Kandyda Maria od Jezusa (zakonnica)
  - św. Jan Guarna (zakonnik,prezbiter)

## Wydarzenia w Polsce
- 1017 – Wojna polsko-niemiecka: cesarz Henryk II Święty na czele 30-tysięcznej armii wyruszył z Erfurtu na Polskę.
- 1382 – Książę Władysław Opolczyk ufundował klasztor paulinów na Jasnej Górze w Częstochowie.
- 1597 – Wysoki Dwór otrzymał prawa miejskie.
- 1637 – Król Władysław IV Waza poślubił per procura Cecylię Renatę Habsburżankę.
- 1655 – IV wojna polsko-rosyjska: zwycięstwo wojsk rosyjskich w bitwie o Wilno (7-9 sierpnia).
- 1662 – W Tatrach doszło do jednego z najsilniejszych trzęsień ziemi w historii ziem polskich.
- 1762 – Wojna siedmioletnia: po zawarciu rozejmu z Prusami armia rosyjska zakończyła okupację twierdzy Kołobrzeg.
- 1783 – W Warszawie poświęcono nieistniejący już Cmentarz Świętokrzyski.
- 1831 – Powstanie listopadowe: stoczono bitwy: pod Iłżą i pod Gniewoszowem.
- 1841 – Podjęto decyzję o budowie twierdzy Boyen w Giżycku.
- 1844 – Gubernia podlaska została przyłączona do guberni lubelskiej.
- 1920 – Gen. Kazimierz Sosnkowski został ministrem spraw wojskowych.
- 1921 – Założono Wyższe Seminarium Duchowne w Łodzi.
- 1925 – Powstała Niemiecka Socjalistyczna Partia Pracy w Polsce.
- 1930 – Legia Warszawa zremisowała z CE Europa Barcelona 1:1 w meczu rozegranym z okazji otwarcia Stadionu Wojska Polskiego.
- 1942 – Największa „akcja” deportacyjna w getcie w Rejowcu; blisko 2,5 tys. Żydów wywieziono do obozu zagłady w Sobiborze, a wielu innych zastrzelono na miejscu.
- 1943 – W okolicy wsi Borów (powiat kraśnicki) oddział NSZ pod dowództwem „cichociemnego” Leonarda Zub-Zdanowicza rozstrzelał 26-28 partyzantów z oddziału Gwardii Ludowej i 4 mieszkańców okolicznych wsi.
- 1944:
  - 9. dzień powstania warszawskiego: ewakuacja tzw. dzielnicy rządowej wraz z gubernatorem Ludwigiem Fischerem.
  - Rozpoczęła się bitwa pancerna pod Studziankami (9-16 sierpnia).
- 1964 – Rajmund Zieliński wygrał 21. Tour de Pologne.
- 1967 – 7 marynarzy zginęło na niszczycielu ORP „Błyskawica” w wyniku rozerwania głównego rurociągu pary.
- 1977 – Wydano zarządzenie o zmianie nazw 120 miejscowości w południowo-wschodniej Polsce.
- 1990 – Polska i NATO nawiązały stosunki dyplomatyczne.
- 1991 – Dokonano oblotu szybowca SZD-59 Acro.
- 1996 – W Warszawie i Łodzi rozpoczął się międzynarodowy kongres Świadków Jehowy ph. „Posłańcy pokoju Bożego”.
- 2001 – Wystartowała pierwsza polska telewizja informacyjna TVN24.
- 2014 – Rafał Majka wygrał 71. Tour de Pologne.
- 2019:
  - Rosjanin Pawieł Siwakow wygrał 76. Tour de Pologne.
  - W Warszawie rozpoczął się międzynarodowy kongres Świadków Jehowy ph. „Miłość nigdy nie zawodzi!”.

## Wydarzenia na świecie

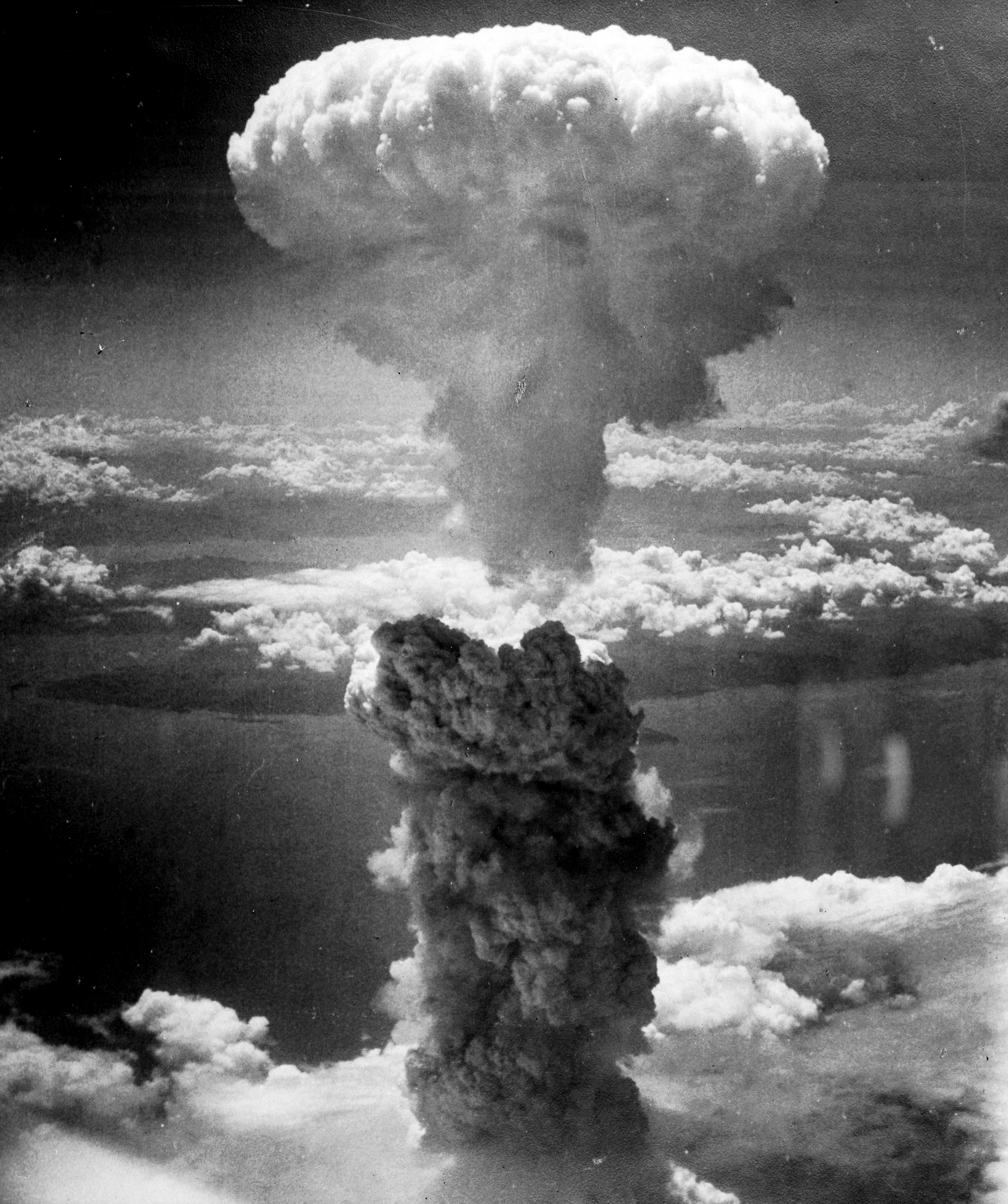
Grzyb po wybuchu bomby atomowej nad Nagasaki (1945)

- 480 p.n.e. – II wojna grecko-perska: rozpoczęła się bitwa pod Termopilami.
- 48 p.n.e. – Juliusz Cezar pokonał w bitwie pod Farsalos Pompejusza.
- 378 – Rzymianie ponieśli druzgocącą klęskę w bitwie z Wizygotami pod Adrianopolem, w której poległ cesarz Walens.
- 681 – Cesarz bizantyński Konstantyn IV zawarł pokój z Protobułgarami, którzy przekroczyli Dunaj i osiedlili się na terenie dzisiejszej Dobrudży – początek państwa bułgarskiego.
- 1136 – Pomorzanie pod wodzą księcia Racibora I zdobyli norweskie miasto Konungahela (dziś Kungälv w Szwecji).
- 1157 – Na „spotkaniu pojednawczym” w Roskilde spotkali się trzej współrządzący Danią: Swen III Grade, Kanut V i Waldemar I Wielki. W trakcie spotkania Kanut V został zamordowany, a Waldemar I zraniony.
- 1253 – Papież Grzegorz IX zatwierdził Regułę św. Klary Dziewicy.
- 1471 – Kardynał Francesco della Rovere został wybrany na papieża i przyjął imię Sykstus IV.
- 1500 – Wojska moskiewskie zdobyły Toropiec podczas wojny litewsko-moskiewskiej.
- 1570 – Zwycięstwo klanów Oda i Tokugawa nad klanami Azai i Asakura w bitwie nad rzeką Ane (Japonia).
- 1638 – Wojna trzydziestoletnia: zwycięstwo wojsk francuskich nad cesarskimi w bitwie pod Wittenweier.
- 1644 – Wojna trzydziestoletnia: zwycięstwo wojsk francuskich nad bawarskimi w bitwie pod Fryburgiem.
- 1680 – Reuniony: trybunał w Brisach przyznał królowi Francji Ludwikowi XIV prawo do części niemieckiej Alzacji, którą zajęto bez oporu.
- 1792 – Franciszek II Habsburg został koronowany na króla Czech.
- 1805 – Zawiązała się III koalicja antyfrancuska.
- 1814:
  - Podpisano traktat pokojowy w Fort Jackson kończący wojnę USA z Krikami.
  - Wojna norwesko-szwedzka: zwycięstwo Norwegów w bitwie o szańce pod Langnes.
- 1817 – Założono niemieckie przedsiębiorstwo zajmujące się produkcją maszyn drukarskich Koenig & Bauer.
- 1830 – Ludwik Filip I został królem Francuzów.
- 1832 – Król Belgów Leopold I Koburg poślubił swoją drugą żonę Ludwikę Marię Orleańską.
- 1842 – Podpisano traktat Webstera-Ashburtona – porozumienie pomiędzy rządami brytyjskim i amerykańskim, regulujące granicę pomiędzy Kanadą i innymi koloniami brytyjskimi, a USA.
- 1848 – W Buffalo została założona Partia Wolnej Ziemi.
- 1849:
  - Podpisano traktat pokojowy kończący wojnę austriacko-piemoncką.
  - Powstanie węgierskie: porażka powstańców w bitwie pod Temeszwarem.
- 1854 – Jan Wettyn został królem Saksonii.
- 1855 – Został obalony wieloletni meksykański dyktator gen. Antonio López de Santa Anna.
- 1862 – Wojna secesyjna: zwycięstwo Konfederatów w bitwie pod Cedar Mountain.
- 1876 – Amerykański astronom duńskiego pochodzenia Christian Heinrich Friedrich Peters odkrył planetoidę (165) Loreley.
- 1877 – Wojny z Indianami: rozpoczęła się nierozstrzygnięta bitwa pod Big Hole.
- 1884 – We francuskim Chalais-Meudon Charles Renard i Arthur Krebs na sterowcu La France pokonali trasę 7,6 km z prędkością niemal 20 km/h.
- 1890 – Wielka Brytania przekazała Niemcom wyspę Helgoland na Morzu Północnym.
- 1892 – Thomas Alva Edison uzyskał patent na dwukierunkowy telegraf.
- 1896 – W wypadku swego szybowca został ciężko ranny niemiecki pionier szybownictwa Otto Lilienthal. W wyniku odniesionych obrażeń zmarł następnego dnia.
- 1898 – Wojna amerykańsko-hiszpańska: zwycięstwo wojsk amerykańskich w bitwie pod Coamo na Portoryko.
- 1902 – W Opactwie Westminsterskim w Londynie odbyła się koronacja króla Edwarda VII i jego żony Aleksandry.
- 1903 – Odbyła się koronacja papieża Piusa X.
- 1907 – Zakończył się zorganizowany przez Roberta Baden-Powella obóz na angielskiej wyspie Brownsea, który został uznany za początek skautingu.
- 1910 – Z Norwegii wypłynął statek „Fram“ z wyprawą polarną pod dowództwem Roalda Amundsena, której członkowie jako pierwsi dotarli na biegun południowy.
- 1912 – 216 osób zginęło, a 466 zostało rannych w trzęsieniu ziemi o magnitudzie 7,8 w północno-zachodniej Turcji.
- 1914:
  - Brytyjski lekki krążownik HMS „Birmingham” staranował i zatopił u wybrzeży Szkocji wynurzony z powodu awarii niemiecki okręt podwodny SM U-15. Był to pierwszy niemiecki tej klasy utracony w czasie I wojny światowej.
  - Po śmierci prezydenta Argentyny Roque Sáenza jego miejsce zajął dotychczasowy wiceprezydent Victorino de la Plaza.
- 1916 – W Kalifornii utworzono Park Narodowy Lassen Volcanic.
- 1919:
  - W czasopiśmie „All Story-Weekly” ukazała się pierwsza część powieści przygodowej „Zorro” amerykańskiego pisarza Johnstona McCulleya.
  - W Teheranie zawarto porozumienie potwierdzające niepodległość i integralność Iranu, jednak de facto ustanawiające nad nim protektorat brytyjski.
- 1920:
  - Jin Yunpeng został po raz drugi premierem Republiki Chińskiej.
  - Rząd Czechosłowacji ogłosił ścisłą neutralność w wojnie polsko-bolszewickiej.
- 1921 – Wojna o Rif: zwycięstwo wojsk Republiki Rifu nad hiszpańskimi w bitwie pod Annual.
- 1927 – Sisowath Monivong został królem Kambodży.
- 1938 – Premiera amerykańskiego filmu Cztery córki w reżyserii Michaela Curtiza.
- 1940:
  - Polskie statki „Śląsk” i „Cieszyn”, zagrożone przejęciem przez francuskie władze Vichy, uciekły z portu Kaolack we Francuskiej Afryce Zachodniej do Bathurst (Bandżul) w brytyjskiej Gambii.
  - W Ukraińskiej SRR utworzono obwód czerniowiecki.
- 1941 – Premiera amerykańskiego filmu kryminalnego Wysokie napięcie w reżyserii Raoula Walsha.
- 1942:
  - Ahmad Ghawam został po raz trzeci premierem Iranu.
  - Brytyjczycy aresztowali w Bombaju Mahatmę Gandhiego i cały Komitet Wykonawczy Indyjskiego Kongresu Narodowego.
  - Front wschodni: wojska niemieckie zdobyły Majkop.
  - Rozpoczęła się aliancka próba zaopatrzenia oblężonej Malty (operacja „Pedestal”).
  - Wojna na Pacyfiku: zwycięstwo Japończyków w bitwie koło Savo.
- 1944 – Front wschodni: zakończyła się operacja wyborsko-pietrozawodzka Armii Czerwonej przeciwko wojskom fińskim (10 czerwca-9 sierpnia), w wyniku której zajęła ona wschodnią Karelię i Wyborg.
- 1945:
  - O 11:01 czasu miejscowego amerykański bombowiec Boeing B-29 Superfortress zrzucił drugą (po Hiroszimie 6 sierpnia) bombę atomową na japońskie miasto Nagasaki na wyspie Kiusiu, w wyniku czego zginęło około 75 tys. osób.
  - W zderzeniu dwóch pociągów pasażerskich w Michigan City w Dakocie Północnej zginęły 34 osoby, a 303 zostały ranne.
- 1949 – Grecja i Turcja zostały przyjęte do Rady Europy.
- 1954 – Na wyspie Terceira w archipelagu Azorów krótko po starcie rozbił się o wzgórze, mający lecieć na Bermudy, Lockheed Constellation kolumbijskich linii Avianca, w wyniku czego zginęło wszystkich 30 osób na pokładzie.
- 1958:
  - Américo Tomás został prezydentem Portugalii.
  - W katastrofie należącego do Central African Airlines samolotu Vickers Viscount w Bengazi w Libii zginęło 36 osób, a 18 zostało rannych.
  - Założono Uniwersytet Medyczny w Grodnie.
- 1960 – Przyjęto flagę Gabonu.
- 1961:
  - Podczas podchodzenia do lądowania w norweskim Stavanger rozbił się, lecący z Londynu, samolot Vickers Viscount linii British Eagle, w wyniku czego zginęło wszystkich 39 osób na pokładzie, w tym 34 uczniów jednej z londyńskich szkół w wieku 13-16 lat.
  - Wielka Brytania złożyła pierwszy wniosek o przyjęcie do Wspólnot Europejskich, który został zawetowany przez Francję.
- 1962 – Przyjęto hymn Mali.
- 1965:
  - 53 osoby zginęły w wyniku pożaru w bazie wojskowej z atomowymi pociskami międzykontynentalnymi Titan II pod Searcy w amerykańskim stanie Arkansas.
  - Jordania i Arabia Saudyjska zawarły w Ammanie porozumienie o wymianie terytoriów, dzięki czemu Jordania zyskała 18 km wybrzeża.
  - Singapur odłączył się od Federacji Malezji i proklamował niepodległość.
- 1966 – Nadżi Talib został premierem Iraku.
- 1967 – Najsilniejsze w historii trzęsienie ziemi (5,5 stopnia w skali Richtera) nawiedziło Denver w stanie Kolorado, powodując jedynie straty materialne.
- 1968:
  - Lecący z Londynu do Innsbrucka samolot Vickers Viscount linii British Eagle rozbił się w pobliżu miejscowości Langenbruck w północnej Szwajcarii, w wyniku czego zginęło wszystkich 48 osób na pokładzie.
  - Prezydent Jugosławii Josip Broz Tito przybył z oficjalną wizytą do Czechosłowacji w celu poparcia reform „Praskiej Wiosny”.
- 1969 – Członkowie bandy Charlesa Mansona zamordowali ciężarną aktorkę Sharon Tate, żonę Romana Polańskiego oraz 4 inne osoby przebywające w willi Polańskiego w Beverly Hills.
- 1970:
  - 101 osób zginęło w katastrofie samolotu Lockheed L-188 Electra linii LANSA w Peru.
  - 33 osoby zginęły, a co najmniej 136 zostało rannych w czołowym zderzeniu dwóch pociągów w Plentzia w hiszpańskim Kraju Basków.
  - Założono klub piłkarski AD San Agustín Lima.
- 1971 – Konflikt w Irlandii Północnej: armia brytyjska rozpoczęła operację „Demetrius“, której celem było aresztowanie i internowanie osób podejrzanych o powiązania z IRA. W jej trakcie w serii incydentów w Ballymurphy (dzielnica Belfastu) zginęło w dniach 9-11 sierpnia 11 cywilów.
- 1973 – Została wystrzelona radziecka sonda Mars-7.
- 1974 – Afera Watergate: prezydent USA Richard Nixon jako pierwszy w historii zrzekł się urzędu. Dotychczasowy wiceprezydent Gerald Ford został zaprzysiężony na 38. prezydenta.
- 1975 – Został wystrzelony europejski satelita naukowy COS-B
- 1976 – Została wystrzelona sonda księżycowa Łuna 24, ostatnia w ramach radzieckiego programu „Łuna”.
- 1979 – W Los Angeles został zastrzelony założyciel ulicznego gangu Crips Raymond Washington.
- 1982 – W zamachu na żydowską restaurację w Paryżu zginęło 6 osób, a 22 zostały ranne.
- 1984 – Otwarto Miński Ogród Zoologiczny.
- 1986 – W angielskim Knebworth odbył się ostatni koncert grupy Queen z Freddiem Mercurym jako wokalistą.
- 1987 – W Melbourne 19-letni Julian Knight zastrzelił 7 i ranił 19 osób.
- 1989 – 105 osób zginęło po runięciu mostu pod pociągiem jadącym z Mazatlán do Mexicali w Meksyku.
- 1992 – Zakończyły się XXV Letnie Igrzyska Olimpijskie w Barcelonie.
- 1993:
  - Albert II Koburg został królem Belgów.
  - Morihiro Hosokawa z Nowej Partii Japonia został premierem, kończąc 38-letni okres nieprzerwanych rządów Partii Liberalno-Demokratycznej.
  - Papież Jan Paweł II rozpoczął 60. podróż apostolską, podczas której odwiedził Jamajkę, Meksyk i USA.
- 1995 – 65 osób zginęło w katastrofie Boeinga 737 w Salwadorze.
- 1999 – Władimir Putin został premierem Rosji.
- 2001:
  - Były francuski lekkoatleta Jacky Boxberger został zadeptany przez słonia na terenie Parku Narodowego Tsavo w Kenii, kiedy próbował zrobić mu zdjęcie.
  - W samobójczym zamachu bombowym członka Hamasu na pizzerię w Jerozolimie zginęło 15 osób, 130 zostało rannych.
- 2005 – Wahadłowiec Discovery wylądował w bazie wojskowej Edwards w Kalifornii, kończąc misję STS-114, pierwszą od czasu katastrofy Columbii 1 lutego 2003 roku.
- 2006 – Wszedł w życie nowy statut autonomii Katalonii.
- 2007 – Kolumbia, Gwatemala, Honduras i Salwador zawarły w kolumbijskim Medellín porozumienie o wolnym handlu.
- 2008 – Wojna w Osetii Południowej: Gruzja na 15 dni wprowadziła stan wojenny.
- 2010 – Urzędujący prezydent Rwandy Paul Kagame został wybrany na II kadencję.
- 2014 – W Egipcie została zdelegalizowana islamska Partia Wolności i Sprawiedliwości.
- 2020 – Na Białorusi odbyły się wybory prezydenckie, w których (wg oficjalnych danych) zwyciężył urzędujący prezydent Aleksandr Łukaszenka.
- 2021 – Uruchomiono komunikację tramwajową w fińskim Tampere.
- 2024 – W katastrofie należącego do Voepass Linhas Aéreas samolotu ATR 72-500 w Vinhedo w Brazylii zginęły wszystkie 62 osoby na pokładzie (58 pasażerów i 4 członków załogi).

## Urodzili się
- 1201 – Arnold Fitz Thedmar, angielski kronikarz (zm. 1274)
- 1387 – (lub 16 września) Henryk V Lancaster, król Anglii (zm. 1422)
- 1537 – Francesco Barozzi, włoski matematyk, astronom, humanista (zm. 1604)
- 1544 – Bogusław XIII, książę wołogoski i szczeciński (zm. 1606)
- 1569 – Wawrzyniec Bartilius, polski jezuita, teolog, filozof, pisarz religijny (zm. 1635)
- 1590 – Wawrzyniec Śmieszkowic, polski lekarz, profesor i rektor Akademii Krakowskiej (zm. 1646)
- 1593 – Izaak Walton, brytyjski pisarz (zm. 1683)
- 1603 – Johannes Cocceius, holenderski teolog protestancki, hebraista pochodzenia niemieckiego (zm. 1669)
- 1613 – Alessandro Borghi, włoski duchowny katolicki, biskup Sansepolcro (ur. 1559)
- 1648 – Johann Michael Bach, niemiecki kompozytor (zm. 1694)
- 1653 – John Oldham, angielski poeta (zm. 1683)
- 1669 – Eudoksja Łopuchina, caryca Rosji (zm. 1731)
- 1693 – Zofia Wilhelmina Sachsen-Coburg-Saalfeld, księżna Schwarzburg-Rudolstadt (zm. 1727)
- 1696 – Józef I Wacław, książę Liechtensteinu (zm. 1772)
- 1722 – August Wilhelm Hohenzollern, pruski książę, oficer (zm. 1758)
- 1736 – Ludwik Józef Burbon, książę de Condé (zm. 1818)
- 1757:
  - Elizabeth Schuyler Hamilton, amerykańska filantropka (zm. 1854)
  - Thomas Telford, brytyjski inżynier, architekt (zm. 1834)
- 1759 – Johann Christoph Friedrich GutsMuths, niemiecki pedagog (zm. 1839)
- 1767 – Ludwik Fryderyk II, książę Schwarzburg-Rudolstadt (zm. 1807)
- 1776 – Amedeo Avogadro, włoski fizyk (zm. 1856)
- 1781 – John Ward, brytyjski arystokrata, polityk (zm. 1833)
- 1783 – Aleksandra Pawłowna Romanowa, wielka księżna rosyjska, arcyksiężna austriacka (zm. 1801)
- 1789 – Nicolas-Charles Bochsa, francuski harfista, kompozytor (zm. 1856)
- 1792 – Alvan Fisher, amerykański malarz (zm. 1863)
- 1793 – Aleksander Kokular, polski malarz, pedagog (zm. 1846)
- 1794 – Zygmunt Tadeusz Turno, polski pułkownik, uczestnik powstania listopadowego (zm. 1851)
- 1801 – Józef Mycielski, polski przedsiębiorca, ziemianin, uczestnik powstania listopadowego (zm. 1885)
- 1803 – John Alexander Kennedy, amerykański inspektor policji (zm. 1873)
- 1811:
  - Joseph Laurent Dyckmans, belgijski malarz (zm. 1888)
  - Adolf Loewe, polski architekt pochodzenia żydowskiego (zm. 1885)
- 1819:
  - Jonathan Homer Lane, amerykański astrofizyk, wynalazca (zm. 1880)
  - William Morton, amerykański dentysta, prekursor anestezjologii (zm. 1868)
- 1821 – Hieronymus Lorm, austriacki pisarz, filozof pochodzenia żydowskiego (zm. 1902)
- 1822 – Roman Zmorski, polski poeta, tłumacz, folklorysta (zm. 1867)
- 1824 – William Pinkney Whyte, amerykański polityk, senator (zm. 1908)
- 1828 – Joseph Eduard Konrad Bischoff, niemiecki duchowny katolicki, pisarz (zm. 1920)
- 1831 – James Parris Lee, szkocki konstruktor broni strzeleckiej (zm. 1904)
- 1834 – Manuel Pardo, peruwiański polityk, prezydent Peru (zm. 1878)
- 1839:
  - Gaston Paris, francuski filolog, wykładowca akademicki (zm. 1903)
  - Karol Teodor Wittelsbach, bawarski książę, okulista (zm. 1909)
- 1843 – Adolf Mayer, niemiecki chemik rolny (zm. 1942)
- 1845 – Andrzej Bessette, kanadyjski zakonnik, święty (zm. 1937)
- 1846:
  - Bolesław Chwastowski, polski technik, rysownik, budowlaniec, uczestnik powstania styczniowego (zm. 1907)
  - Ludwig Darmstädter, niemiecki chemik, historyk nauki, taternik, alpinista (zm. 1927)
- 1847:
  - Antonio Casanova y Estorach, hiszpański malarz (zm. 1886)
  - Maria Wiktoria del Pozzo, hiszpańska królowa (zm. 1876)
- 1849 – Charles Nagel, amerykański polityk, sekretarz handlu i pracy (zm. 1940)
- 1850 – Stanisław Marcin Badeni, polski prawnik, polityk (zm. 1912)
- 1855 – Hugo Hartung, niemiecki architekt, historyk (zm. 1932)
- 1857 – Blair Lee, amerykański polityk, senator (zm. 1944)
- 1861:
  - Alojzy Boccardo, włoski duchowny katolicki, błogosławiony (zm. 1936)
  - Diego Manuel Chamorro, nikaraguański polityk, prezydent Nikaragui (zm. 1923)
  - John William Godward, brytyjski malarz (zm. 1922)
  - Dorothea Klumpke, amerykańska astronom pochodzenia niemieckiego (zm. 1942)
- 1862 – Bertold Bretholz, niemiecko-czeski historyk, archiwista pochodzenia żydowskiego (zm. 1936)
- 1864:
  - Roman Dmowski, polski polityk, publicysta polityczny, poseł II i III Dumy Państwowej Imperium Rosyjskiego, minister spraw zagranicznych, poseł na Sejm Ustawodawczy, współzałożyciel Narodowej Demokracji (zm. 1939)
  - Roman Żaba, polski generał dywizji (zm. 1945)
- 1868 – Roman Kawecki, polski generał brygady (zm. 1938)
- 1869:
  - Herbert Haultain, kanadyjski inżynier, wynalazca (zm. 1961)
  - Emanuel Medina Olmos, hiszpański duchowny katolicki, biskup, błogosławiony (zm. 1936)
- 1870 – John Mowlem, nowozelandzki rugbysta (zm. 1951)
- 1874 – Włodzimierz Bieniesiewicz, polski historyk prawa cerkiewnego, archeolog, zesłaniec (zm. 1938)
- 1875 – Albert Ketèlbey, brytyjski kompozytor, dyrygent, pianista (zm. 1959)
- 1877 – Winifred McNair, brytyjska tenisistka (zm. 1954)
- 1881:
  - Adele Bloch-Bauer, australijska działaczka społeczna, filantropka (zm. 1925)
  - Ramón Pérez de Ayala, hiszpański pisarz, dziennikarz (zm. 1962)
- 1882:
  - Samuel Landau, polski aktor pochodzenia żydowskiego (zm. 1942)
  - Manfredi Polverosi, włoski śpiewak operowy (tenor) (zm. 1965)
- 1883 – Chester Gillette, amerykański morderca (zm. 1908)
- 1884 – John S. McCain Sr., amerykański admirał (zm. 1945)
- 1885 – Zygmunt Dyakowski, rotmistrz Wojska Polskiego (zm. 1957)
- 1886 – Mary Agnes Yerkes, amerykańska malarka (zm. 1989)
- 1887 – Hans Oster, niemiecki generał (zm. 1945)
- 1888 – Eduard von Schleich, niemiecki pilot wojskowy, as myśliwski (zm. 1947)
- 1889 – Vera Cahalan Bushfield, amerykańska polityk, senator (zm. 1976)
- 1890 – Józef Pawłowski, polski duchowny katolicki, męczennik, błogosławiony (zm. 1942)
- 1891:
  - Constantin von Dietze, niemiecki ekonomista, prawnik, teolog (zm. 1973)
  - Paulina Lebl-Albala, serbska filolog, tłumaczka, feministka pochodzenia żydowskiego (zm. 1967)
- 1892:
  - Karl Holzinger, amerykański psycholog, psychometra i statystyk (zm. 1954)
  - Shiyali Ramamrita Ranganathan, indyjski matematyk, bibliotekarz (zm. 1972)
- 1893 – Nils Sandström, szwedzki lekkoatleta, sprinter (zm. 1973)
- 1894:
  - Mieczysław Basiewicz, major piechoty Wojska Polskiego (zm. 1935)
  - Stanisław Heller major intendent dyplomowany Wojska Polskiego, kawaler Virtuti Militari (zm. 1933)
- 1895 – Nat Pendleton, amerykański zapaśnik, aktor (zm. 1967)
- 1896:
  - Erich Hückel, niemiecki chemik, fizyk, wykładowca akademicki (zm. 1980)
  - Leonid Miasin, amerykański tancerz klasyczny, choreograf i librecista baletowy pochodzenia rosyjskiego (zm. 1979)
  - Jean Piaget, szwajcarski psycholog, biolog, epistemolog (zm. 1980)
  - Roman Tuchowski, polski robotnik, polityk, poseł na Sejm PRL (zm. 1979)
- 1897:
  - Karl Bischoff, niemiecki architekt, inżynier, SS-Sturmbannführer (zm. 1950)
  - Mieczysław Niedzielski, polski pułkownik saperów (zm. 1980)
- 1898:
  - Aleksander Olchowicz, polski porucznik, dziennikarz, działacz sportowy, polityk, poseł do KRN i na Sejm Ustawodawczy (zm. 1954)
  - Jan Piwowarczyk, polski harcerz (zm. 1948)
- 1899 – Pamela Lyndon Travers, australijska poetka, pisarka (zm. 1996)
- 1900 – Lucjan Jóźko, polski działacz komunistyczny (zm. 1979)
- 1901 – Charles Farrell, amerykański aktor (zm. 1990)
- 1902:
  - François De Coninck, belgijski wioślarz (zm. ?)
  - Zino Francescatti, francuski skrzypek (zm. 1991)
  - Aleksander Labuda, kaszubski felietonista, pisarz, ideolog (zm. 1981)
  - Jan Neuman, polski artysta fotograf (zm. 1941)
  - Pantielejmon Ponomarienko, radziecki generał porucznik, polityk, dyplomata (zm. 1984)
- 1903:
  - Wiktor Bross, polski chirurg (zm. 1994)
  - Izabella Garglinowicz, polska pianistka, pedagog (zm. 1986)
- 1904 – Jan Andrzej Buzek, polski prawnik, dyplomata (zm. 1977)
- 1905:
  - Leo Genn, brytyjski aktor (zm. 1978)
  - Pierre Klossowski, francuski pisarz, filozof, malarz (zm. 2001)
- 1906 – Robert Surtees, amerykański operator filmowy (zm. 1985)
- 1907 – Wiktor Wróbel, polski polityk, poseł na Sejm PRL (zm. 1990)
- 1908 – Tommaso Landolfi, włoski pisarz, tłumacz (zm. 1979)
- 1909:
  - Ivan Fuqua, amerykański lekkoatleta, sprinter (zm. 1994)
  - Jan Legowicz, polski filozof, historyk filozofii, wykładowca akademicki (zm. 1992)
- 1910:
  - Dragoljub Aleksić, jugosłowiański akrobata, aktor, reżyser, scenarzysta i producent filmowy (zm. 1985)
  - Łarysa Geniusz, białoruska emigracyjna poetka i polityk (zm. 1983)
  - Robert van Gulik, holenderski orientalista, dyplomata, pisarz (zm. 1967)
  - Fabian Waculik, polski franciszkanin, kapelan Polskich Sił Zbrojnych na Zachodzie (zm. 1945)
- 1911:
  - William Fowler, amerykański astrofizyk, laureat Nagrody Nobla (zm. 1995)
  - Eddie Futch, amerykański trener bokserski (zm. 2001)
  - Orest Masykewycz, ukraiński działacz nacjonalistyczny, poeta (zm. 1980)
- 1912
  - Anna Pawłowska, major Wojska Polskiego (zm. 2005)
  - Estera Wodnar, polska reżyserka teatralna pochodzenia żydowskiego (zm. 1993)
- 1913:
  - Tadeusz Kotz, polski pułkownik pilot (zm. 2008)
  - Wincenty Zaleski, polski salezjanin, katechetyk (zm. 1983)
- 1914:
  - Ferenc Fricsay, węgierski dyrygent (zm. 1963)
  - Tove Jansson, fińska pisarka tworząca w języku szwedzkim, malarka, ilustratorka, rysowniczka (zm. 2001)
  - Ivan Jazbinšek, chorwacki piłkarz (zm. 1996)
  - Joe Mercer, angielski piłkarz, trener (zm. 1990)
  - Ludwik Piosicki, polski malarz, grafik, ekslibrista (zm. 2010)
  - Börje Thomasson, szwedzki lekkoatleta, sprinter (zm. 2005)
- 1916:
  - Lew Leon Bukowiecki, polski krytyk filmowy, dziennikarz (zm. 2005)
  - Manea Mănescu, rumuński polityk, premier Rumunii (zm. 2009)
  - Eugeniusz Paukszta, polski pisarz, publicysta (zm. 1979)
  - Peter Wright, brytyjski agent służb specjalnych (zm. 1995)
- 1917:
  - Pierre Georget, francuski kolarz torowy (zm. 1964)
  - Janina Nowak, pierwsza kobieta, która uciekła z KL Auschwitz-Birkenau (zm. ?)
  - Kazimierz Olszewski, polski polityk, dyplomata, poseł na Sejm RP, wicepremier (zm. 2014)
  - Jerzy Pietraszkiewicz, polski aktor (zm. 2005)
- 1918 – Robert Aldrich, amerykański reżyser i producent filmowy (zm. 1983)
- 1919:
  - Robert Bennett, amerykański lekkoatleta, młociarz (zm. 1974)
  - Joop den Uyl, holenderski polityk, premier Holandii (zm. 1987)
- 1920:
  - Willi Heinrich, niemiecki pisarz (zm. 2005)
  - Milton George Henschel, amerykański działacz religijny, prezes Towarzystwa Strażnica, członek Ciała Kierowniczego Świadków Jehowy (zm. 2003)
  - Manuel Lozano Garrido, hiszpański dziennikarz, błogosławiony (zm. 1971)
  - Irmgard Praetz, niemiecka lekkoatletka, skoczkini w dal (zm. 2008)
- 1921 – James Exon, amerykański polityk, senator (zm. 2005)
- 1922:
  - Tarō Kagawa, japoński piłkarz (zm. 1990)
  - Alfred G. Knudson, amerykański lekarz, genetyk (zm. 2016)
  - Philip Larkin, brytyjski poeta, prozaik, krytyk jazzowy (zm. 1985)
- 1923:
  - Zbigniew Dydek, polski polityk, poseł na Sejm PRL (zm. 1991)
  - Adrian Foley, brytyjski arystokrata, kompozytor, pianista (zm. 2012)
  - Luigi Paterlini, włoski lekkoatleta, sprinter (zm. 1974)
  - Stefan Wojtkowiak, polski pułkownik, historyk, politolog (zm. 2012)
- 1924:
  - Stanisława Gall-Kron, polska aktorka (zm. 2000)
  - Józef Wolny, polski dziennikarz (zm. 1990)
  - Leszek Zabłocki, polski działacz kombatancki (zm. 2022)
- 1925:
  - David Huffman, amerykański informatyk (zm. 1999)
  - Dušan Jevtović, serbski malarz (zm. 2011)
  - Len Sutton, amerykański kierowca wyścigowy (zm. 2006)
- 1926:
  - Franciszek Bunsch, polski malarz, grafik (zm. 2025)
  - Roman Rogocz, polski piłkarz, trener (zm. 2013)
  - Sergiusz Wilczycki, białoruski historyk, publicysta (zm. 2022)
- 1927:
  - Mario David, francuski aktor (zm. 1996)
  - Bill Gadsby, kanadyjski hokeista (zm. 2016)
  - Daniel Keyes, amerykański pisarz science fiction (zm. 2014)
  - Marvin Minsky, amerykański informatyk pochodzenia żydowskiego (zm. 2016)
  - Robert Shaw, brytyjski aktor, pisarz (zm. 1978)
- 1928:
  - Bob Cousy, amerykański koszykarz
  - John Donoghue, amerykański duchowny katolicki, arcybiskup metropolita Atlanty (zm. 2011)
  - Harold Johnson, amerykański bokser (zm. 2015)
  - Bernard Michalski, polski aktor (zm. 2013)
  - Gerd Ruge, niemiecki dziennikarz, reportażysta, pisarz (zm. 2021)
  - Camilla Wicks, amerykańska skrzypaczka, pedagog muzyczny (zm. 2020)
- 1929:
  - Czesław Bartnik, polski duchowny katolicki, teolog, filozof, publicysta, historiolog, poeta (zm. 2020)
  - Luciana Castellina, włoska dziennikarka, pisarka, polityk
  - Anna Przecławska, polska pedagog, profesor UW (zm. 2010)
- 1930:
  - Roman Berger, polski pianista, kompozytor, filozof muzyki, muzykolog (zm. 2020)
  - Jacques Parizeau, kanadyjski ekonomista, polityk (zm. 2015)
  - Larry Regan, kanadyjski hokeista (zm. 2009)
- 1931:
  - Jerzy Jokiel, polski gimnastyk (zm. 2020)
  - Frode Kristoffersen, duński dziennikarz, polityk, eurodeputowany (zm. 2016)
  - Robiert Mierkułow, rosyjski łyżwiarz szybki (zm. 2022)
  - Paul Schmidt, niemiecki lekkoatleta, średniodystansowiec
  - Róża Toman, polska lekkoatletka, skoczkini wzwyż
  - Mário Zagallo, brazylijski piłkarz, trener (zm. 2024)
- 1932:
  - Marianna Gdowska-Timoszewicz, polska aktorka (zm. 2009)
  - Turhan Tezol, turecki koszykarz (zm. 2014)
  - Victor Vroom, kanadyjski psycholog, wykładowca akademicki (zm. 2023)
  - Marcello Zago, włoski duchowny katolicki, generał misjonarzy oblatów, sekretarz Kongregacji ds. Ewangelizacji Narodów (zm. 2001)
- 1933:
  - Irena Aleksaitė, litewska teatrolog (zm. 2018)
  - Leszek Konieczny, polski biochemik, wykładowca akademicki
  - Edmund Niemczyk, polski biolog, entomolog, wykładowca akademicki (zm. 2014)
  - Albert Quixall, angielski piłkarz (zm. 2020)
  - Eugeniusz Ratajczyk, polski inżynier, wykładowca akademicki
  - Jerzy Woy-Wojciechowski, polski lekarz, kompozytor
- 1934:
  - Zbigniew Czajka, polski szachista, działacz szachowy, sędzia międzynarodowy (zm. 2009)
  - Graeme Gibson, kanadyjski pisarz, dziennikarz (zm. 2019)
  - Roger Pirenne, belgijski duchowny katolicki, biskup Batouri, arcybiskup Bertoua w Kamerunie (zm. 2023)
  - Andrzej Więckowski, polski fizykochemik, wykładowca akademicki
- 1935:
  - Joachim Glensk, polski literaturoznawca, prasoznawca (zm. 2023)
  - Andrzej Kłopotowski, polski pływak (zm. 2011)
  - Janusz Samorzewski, polski koszykarz
- 1936:
  - Satish Kumar, indyjski działacz ekologiczny i pokojowy, wydawca
  - Ray Middleton, brytyjski lekkoatleta, chodziarz (zm. 2023)
  - Federico Sacchi, argentyński piłkarz, trener (zm. 2023)
  - José Luis Uribarri, hiszpański dziennikarz, prezenter telewizyjny (zm. 2012)
- 1937:
  - Irena Kownas, polska aktorka
  - Renato Longo, włoski kolarz przełajowy, szosowy i torowy (zm. 2023)
  - Hans Nowak, niemiecki piłkarz pochodzenia polskiego (zm. 2012)
  - Włodzimierz Pianka, polski językoznawca, macedonista (zm. 2022)
- 1938:
  - Łeonid Kuczma, ukraiński polityk, prezydent Ukrainy
  - Rod Laver, australijski tenisista
  - Ołeksandr Omelczenko, ukraiński inżynier, polityk, mer Kijowa (zm. 2021)
  - Otto Rehhagel, niemiecki piłkarz, trener
  - Robert Zollitsch, niemiecki duchowny katolicki, arcybiskup Fryburga
- 1939:
  - Maria Czubaszek, polska poetka, satyryk, scenarzystka, autorka tekstów piosenek (zm. 2016)
  - Flemming Hansen, duński przedsiębiorca, polityk, minister transportu i energii (zm. 2021)
  - Eva Pilarová, czeska piosenkarka (zm. 2020)
  - Romano Prodi, włoski polityk, premier Włoch i przewodniczący Komisji Europejskiej
- 1940 – Eliseo Álvarez, urugwajski piłkarz (zm. 1999)
- 1941:
  - Alfred V. Aho, kanadyjski fizyk, elektrotechnik, teoretyk informatyki
  - Anna Koławska, polska aktorka
  - Roland Povinelli, francuski polityk (zm. 2020)
  - Volker Prechtel, niemiecki aktor (zm. 1997)
  - Walerij Tarakanow, rosyjski biegacz narciarski
- 1942:
  - Tommie Agee, amerykański baseballista (zm. 2001)
  - Jack DeJohnette, amerykański perkusista jazzowy
  - Józef Maj, polski duchowny katolicki, działacz społeczny
  - Karol Sidon, czeski rabin, dramaturg, prozaik
- 1943:
  - Lubomir Kavalek, czeski szachista, dziennikarz (zm. 2021)
  - František Němec, czeski aktor
  - Ken Norton, amerykański bokser (zm. 2013)
  - John Rambo, amerykański lekkoatleta, skoczek wzwyż (zm. 2022)
- 1944:
  - Patrick Depailler, francuski kierowca wyścigowy (zm. 1980)
  - Sam Elliott, amerykański aktor, scenarzysta, producent filmowy i telewizyjny
  - Andrzej Przybielski, polski trębacz jazzowy (zm. 2011)
- 1945:
  - Bogumiła Boba, polska lekarka, polityk, poseł na Sejm RP
  - Awraham Poraz, izraelski prawnik, polityk
  - Zurab Sakandelidze, gruziński koszykarz (zm. 2004)
  - Arto Tolsa, fiński piłkarz (zm. 1989)
- 1946:
  - Issa Hayatou, kameruński działacz piłkarski, prezydent CAF (zm. 2024)
  - Carlos Ñáñez, argentyński duchowny katolicki, arcybiskup Córdoby
  - Tadeusz Pawlusiak, polski skoczek narciarski (zm. 2011)
  - Georgi Wasilew, bułgarski piłkarz, trener
- 1947:
  - Roy Hodgson, angielski piłkarz, trener
  - Jungo Morita, japoński siatkarz
  - Slobodan Uzelac, chorwacki polityk pochodzenia serbskiego
  - John Varley, amerykański pisarz science fiction
- 1948:
  - Tōru Fukuyama, japoński chemik
  - Kim Hwang-sik, południowokoreański prawnik, sędzia, polityk, premier Korei Południowej
  - Marian Marczewski, polski polityk, poseł na Sejm RP
  - Piotr, amerykański duchowny prawosławny, arcybiskup Chicago i środkowej Ameryki (zm. 2024)
  - Tadeusz Szukała, polski przedsiębiorca, polityk, poseł na Sejm RP
- 1949:
  - Markus Büchel, szwajcarski duchowny katolicki, biskup Sankt Gallen
  - Jonathan Kellerman, amerykański psycholog, pisarz pochodzenia żydowskiego
  - Glen Provost, amerykański duchowny katolicki, biskup Lake Charles
- 1950:
  - Seyni Oumarou, nigerski polityk, premier Nigru
  - Stanisław Penksyk, polski aktor, autor tekstów piosenek, reżyser radiowy
- 1951:
  - Aleksandyr Bożkow, bułgarski polityk, ekonomista (zm. 2009)
  - Philip Bradbourn, brytyjski polityk, eurodeputowany (zm. 2014)
  - Roman Flak, polski samorządowiec, prezydent Zawiercia (zm. 2021)
  - Michaele Schreyer, niemiecka polityk
- 1952:
  - Rui Jordão, portugalski piłkarz (zm. 2019)
  - Roman Juszkiewicz, polski astrofizyk, kosmolog (zm. 2012)
- 1953:
  - Gjon Delhusa, węgierski piosenkarz pochodzenia albańskiego
  - Kay Stenshjemmet, norweski łyżwiarz szybki
  - Andrzej Sztorc, polski rolnik, samorządowiec, polityk, poseł na Sejm RP
- 1954:
  - Vladimir Bigorra, chilijski piłkarz
  - Bernard Ptak, polski polityk, poseł na Sejm RP
  - Bożena Stryjkówna, polska aktorka
  - Zbigniew Wegehaupt, polski kontrabasista jazzowy (zm. 2012)
- 1955:
  - Udo Beyer, niemiecki lekkoatleta, kulomiot
  - Janusz Ciesielski, polski szachista (zm. 2018)
  - Marek Kuchciński, polski dziennikarz, polityk, poseł, wicemarszałek i marszałek Sejmu RP
  - Maud Olofsson, szwedzka polityk
  - Henryk Pielesiak, polski bokser (zm. 2005)
  - Lech Sprawka, polski polityk, poseł na Sejm RP, wojewoda lubelski
- 1956:
  - Zdeněk Hrubý, czeski wspinacz, cybernetyk, ekonomista, menedżer (zm. 2013)
  - Ashley Page, brytyjski tancerz, choreograf
  - Gordon Singleton, kanadyjski kolarz torowy (zm. 2024)
- 1957:
  - Tomasz Budyta, polski aktor
  - Paul Frommelt, liechtensteiński narciarz alpejski
  - Melanie Griffith, amerykańska aktorka
  - Zdeněk Ščasný, czeski piłkarz, trener
- 1958:
  - Amanda Bearse, amerykańska aktorka
  - Preben Eriksen, duński żużlowiec
  - Jean-Claude Hollerich, luksemburski duchowny katolicki, arcybiskup Luksemburga
  - Marek Olbryś, polski samorządowiec, wicemarszałek województwa podlaskiego
  - Dagmar Švubová, czeska biegaczka narciarska
- 1959:
  - Eda Ostrowska, polska poetka
  - Idrissa Seck, senegalski polityk, premier Senegalu
  - Tadeusz Skorupa, polski przedsiębiorca, polityk, senator RP
- 1960:
  - Gian Nicola Berti, sanmaryński strzelec sportowy, prawnik, polityk
  - Helena Duć-Fajfer, polska działaczka społeczna, pochodzenia łemkowskiego
  - Grzegorz Kochanek, polski piłkarz (zm. 2023)
  - Roger Marshall, amerykański polityk, senator
  - Tomás Reñones, hiszpański piłkarz
  - Bruno Rossetti, włoski strzelec sportowy (zm. 2018)
  - Aldona Różanek, polska dziennikarka, literatka, fotografka, scenarzystka, malarka, teolog
  - Michaił Takow, bułgarski bokser
- 1961:
  - Brad Gilbert, amerykański tenisista, trener
  - John Key, nowozelandzki polityk, premier Nowej Zelandii
  - Tomasz Porzeziński, polski trener piłki ręcznej
- 1962:
  - Oscar Crino, australijski piłkarz pochodzenia argentyńskiego
  - Annegret Kramp-Karrenbauer, niemiecka polityk
  - John Williams, amerykański koszykarz (zm. 2015)
- 1963:
  - Whitney Houston, amerykańska piosenkarka, aktorka, producentka telewizyjna (zm. 2012)
  - Manuela Machado, portugalska lekkoatletka, maratonka
  - Małgorzata Orłowska, polska lekkoatletka, skoczkini wzwyż
- 1964:
  - Felix Becker, niemiecki szablista
  - Brett Hull, amerykański hokeista pochodzenia kanadyjskiego
  - Edmundas Pupinis, litewski nauczyciel, samorządowiec, polityk
  - Dumitru Stângaciu, rumuński piłkarz, bramkarz
- 1965:
  - Igoris Pankratjevas, litewski piłkarz, trener
  - Sabine Petzl, austriacka aktorka
  - Happy Rhodes, amerykańska wokalistka, kompozytorka
  - John Smith, amerykański zapaśnik
- 1966:
  - Vinny Del Negro, amerykański koszykarz pochodzenia włoskiego
  - Paweł Osiewała, polski samorządowiec, prezydent Sieradza
  - Dave Pearson, brytyjski sędzia rugby
  - Linn Ullmann, norweska dziennikarka, pisarka
- 1967:
  - Emine Bozkurt, holenderska polityk pochodzenia tureckiego
  - Evans Chinyemba, zambijski duchowny katolicki, biskup Mongu
  - Ralph Hasenhüttl, austriacki piłkarz, trener
  - Ulrich Kirchhoff, niemiecki jeździec sportowy
  - Wilson Pérez, kolumbijski piłkarz
  - Tomasz Pukacki, polski muzyk, wokalista, kompozytor, autor tekstów, członek zespołów: Acid Drinkers, Titus’ Tommy Gunn i Anti Tank Nun
  - Deion Sanders, amerykański futbolista, baseballista, sprawozdawca i analityk sportowy
  - Marie Svensson, szwedzka tenisistka stołowa
  - Dana Vávrová, czesko-niemiecka aktorka (zm. 2009)
- 1968:
  - Gillian Anderson, amerykańsko-brytyjska aktorka, reżyserka filmowa, pisarka
  - Eric Bana, australijski aktor, scenarzysta i producent filmowy i telewizyjny pochodzenia chorwacko-niemieckiego
  - Sam Fogarino, amerykański perkusista, członek zespołów: Interpol i Magnetic Morning
  - Joseph McGinty Nichol, amerykański reżyser i producent filmowy i telewizyjny
- 1969:
  - Sofiane Fekih, tunezyjski piłkarz
  - Per Henricsson, szwedzki tenisista
  - Didier Simba-Ekanza, kongijski piłkarz
  - Tomasz Tomczyk, polski fotoreporter, rysownik, wydawca, architekt
  - Chie Tsuji, japońska siatkarka
- 1970:
  - Serhij Beżenar, ukraiński piłkarz, trener
  - Charles Djou, amerykański polityk pochodzenia chińskiego
  - Yashpal Sharma, indyjski aktor
  - WC, amerykański raper
  - Aleksiej Wojewodin, rosyjski lekkoatleta, chodziarz
- 1971:
  - Yūko Daike, japońska aktorka
  - Mack 10, amerykański raper, aktor
  - Davide Rebellin, włoski kolarz szosowy (zm. 2022)
  - Roman Romanienko, rosyjski pilot wojskowy, kosmonauta
  - Eric Stonestreet, amerykański aktor
  - Jon Toogood, nowozelandzki muzyk, wokalista, autor tekstów, członek zespołu Shihad
  - Nikki Ziering, amerykańska modelka, aktorka
- 1972:
  - Miroslav Januš, czeski strzelec sportowy
  - Juanes, kolumbijski piosenkarz
  - Stian Kristiansen, norweski reżyser filmowy
  - Filaret (Kuczerow), ukraiński biskup prawosławny
  - Alexis Rubalcaba, kubański bokser
- 1973:
  - Filippo Inzaghi, włoski piłkarz, trener
  - Irina Ionescu, rumuńska szachistka
  - Kevin McKidd, brytyjski aktor
  - Ołeksandr Ponomariow, ukraiński piosenkarz, kompozytor, autor tekstów
  - Håvard Solbakken, norweski biegacz narciarski
- 1974:
  - Wouter Beke, flamandzki i belgijski polityk
  - Aguinaldo Braga, macedoński piłkarz pochodzenia brazylijskiego
  - Derek Fisher, amerykański koszykarz, trener
  - Ricardo Mendes, brazylijski piłkarz
  - Raphaël Poirée, francuski biathlonista, trener
  - Cecilie Skog, norweska alpinistka ekstremalna, polarniczka, pisarka, osbowość telewizyjna
- 1975:
  - Rob Archer, kanadyjski aktor, kulturysta, model, kaskader
  - Agnieszka Babicz, polska piosenkarka, aktorka
  - Mahesh Babu, indyjski aktor
  - Wayne Braithwaite, gujański bokser
  - Rodrigo Mendes, brazylijski piłkarz
  - Robbie Middleby, australijski piłkarz
  - Neil Paterson, szkocki sędzia rugby union
  - Elaine Powell, amerykańska koszykarka, trenerka
  - Mićo Vranješ, serbski piłkarz
- 1976:
  - Texas Battle, amerykański aktor
  - Jessica Capshaw, amerykańska aktorka
  - Nawaf al-Hazmi, saudyjski terrorysta (zm. 2001)
  - Magdalena Kizinkiewicz, polska aktorka
  - Ołena Laszenko, ukraińska łyżwiarka figurowa
  - Rhona Mitra, brytyjska aktorka
  - Audrey Tautou, francuska aktorka
- 1977:
  - Gianina Cărbunariu, rumuńska dramatopisarka, reżyserka teatralna
  - Ravshan Ermatov, uzbecki sędzia piłkarski
  - Chamique Holdsclaw, amerykańska koszykarka
  - Tetiana Kołesnikowa, ukraińska wioślarka
  - Marek Serafin, polski aktor
  - Mikaël Silvestre, francuski piłkarz
  - Ime Udoka, amerykański koszykarz pochodzenia nigeryjskiego
- 1978:
  - Daniela Denby-Ashe, brytyjska aktorka pochodzenia polskiego
  - Johan Fano, peruwiański piłkarz
  - Toni Kallio, fiński piłkarz
  - Wesley Sonck, belgijski piłkarz
  - Wanczo Trajanow, macedoński piłkarz
  - Piotr Wilczewski, polski bokser, trener
- 1979:
  - Tore Ruud Hofstad, norweski biegacz narciarski
  - Helge Payer, austriacki piłkarz, bramkarz
  - Anna Zaporożanowa, ukraińska tenisistka
- 1980:
  - Charlie David, kanadyjski aktor, scenarzysta i producent filmowy
  - Frank Löffler, niemiecki skoczek narciarski
  - Martin Petrina, słowacki hokeista
  - Aleksander Polaczek, niemiecki hokeista pochodzenia polskiego
  - Aleksandr Tadewosjan, ormiański piłkarz
- 1981:
  - Bartłomiej Grzelak, polski piłkarz
  - Jarvis Hayes, amerykański koszykarz
  - Li Jiawei, singapurska tenisistka stołowa
  - Roland Linz, austriacki piłkarz
  - Rodel Mayol, filipiński bokser
  - Agnieszka Płoszaj, polska pisarka
- 1982:
  - Joel Anthony, kanadyjski koszykarz
  - Tyson Gay, amerykański lekkoatleta, sprinter
  - Simon Kuipers, holenderski łyżwiarz szybki
  - Teemu Laine, fiński hokeista
  - Benedict Vilakazi, południowoafrykański piłkarz
- 1983:
  - Egon, polski raper
  - Ashley Johnson, amerykańska aktorka
  - Dan Levy, kanadyjski aktor, scenarzysta i producent filmowy
  - Jewgienija Łamonowa, rosyjska florecistka
  - Adam Simac, kanadyjski siatkarz
  - Daulet Szabanbaj, kazachski zapaśnik
- 1984:
  - Takaharu Furukawa, japoński łucznik
  - Paul Gallagher, szkocki piłkarz
  - Szymon Michałek, polski ekonomista, samorządowiec, prezydent Chorzowa
  - Pierre Perrier, francuski aktor
  - Alena Procházková, słowacka biegaczka narciarska
  - Orlando Rodríguez, panamski piłkarz
  - Bartłomiej Sielewski, polski piłkarz
  - Gaizka Toquero, hiszpański piłkarz narodowości baskijskiej
  - Inga Žolude, łotewska pisarka, eseistka, krytyk literacki, publicystka
- 1985:
  - Kimberley Brennan, australijska wioślarka
  - Max Günthör, niemiecki siatkarz
  - Filipe Luís, brazylijski piłkarz pochodzenia polskiego
  - Anna Kendrick, amerykańska aktorka, piosenkarka
  - Hayley Peirsol, amerykańska pływaczka
- 1986:
  - Giorgi Cirekidze, gruziński zapaśnik
  - Sebastian Kowalówka, polski hokeista
  - Wania Monteiro, kabowerdyjska gimnastyczka artystyczna
  - Bartłomiej Wołoszyn, polski koszykarz
- 1987:
  - Dariusz Kalinowski, polski koszykarz
  - Laura Osti, australijska wioślarka
  - Agnieszka Wilk, polska koszykarka
  - Anna Zawada, polska łyżwiarka figurowa
- 1988:
  - Ahmed Azzaqa, libijski piłkarz
  - Robelis Despaigne, kubański taekwondzista
  - Július Hudáček, słowacki hokeista
  - Willian, brazylijski piłkarz
- 1989:
  - Jason Heyward, amerykański baseballista
  - Andrea Iannone, włoski motocyklista wyścigowy
  - Steve Moses, amerykański hokeista
  - Stefania Okaka, włoska siatkarka
- 1990:
  - Ibrahim ad-Disuki, egipski zapaśnik
  - İshak Doğan, turecki piłkarz
  - Adelaide Kane, australijska aktorka
  - Jan Lecjaks, czeski piłkarz
  - Ksienija Mileuska, białoruska tenisistka
  - Lucien Owona, kameruński piłkarz
  - Bill Skarsgård, szwedzki aktor
  - Aschat Tagybergen, kazachski piłkarz
  - Emily Tennant, kanadyjska aktorka
- 1991:
  - Furkan Aldemir, turecki koszykarz
  - Sander Arends, holenderski tenisista
  - Alexa Bliss, amerykańska wrestlerka
  - Heize, południowokoreańska piosenkarka, autorka tekstów
  - Hansika Motwani, indyjska aktorka
  - Marharyta Pesoćka, ukraińska tenisistka stołowa
  - Romell Quioto, honduraski piłkarz
- 1992:
  - Andrei Ciolacu, rumuński piłkarz
  - Burkely Duffield, kanadyjski aktor
  - Alena Orta, kubańska siatkarka
  - Łeonard Żuta, macedoński piłkarz
- 1993:
  - Angela Beadle, amerykańska koszykarka
  - Alexa Grasso, meksykańska zawodniczka mieszanych sztuk walki
  - Rydel Lynch, amerykańska wokalistka, tancerka, członkini zespołu R5
  - Asłan Łappinagow, rosyjski judoka
  - Panajotis Samilidis, grecki pływak
- 1994:
  - Jonathan Espericueta, meksykański piłkarz pochodzenia hiszpańskiego
  - Michał Kędzierski, polski siatkarz
  - King Von, amerykański raper (zm. 2020)
  - Gadżymurad Omarow, azerski zapaśnik
  - Jamie Scott, amerykańsko-kanadyjska koszykarka
- 1996 – Simone Giannelli, włoski siatkarz
- 1997:
  - Hifumi Abe, japoński judoka
  - Leon Bailey, jamajski piłkarz
  - Sergio Córdova, wenezuelski piłkarz
  - Cristian Manea, rumuński piłkarz
  - Paweł Pedryc, polski piłkarz ręczny
  - Luisa Stefani, brazylijska tenisistka
  - Gabriel Suazo, chilijski piłkarz
- 1998:
  - Dmitrij Jalin, rosyjski łyżwiarz figurowy
  - Melvin Raffin, francuski lekkoatleta, trójskoczek
  - Panajotis Retsos, grecki piłkarz
- 1999:
  - Juan Manuel Correa, amerykańsko-ekwadorski kierowca wyścigowy
  - Diona Fona, brytyjska piosenkarka pochodzenia albańskiego
  - Deniss Vasiļjevs, łotewski łyżwiarz figurowy
- 2000:
  - Kessler Edwards, amerykański koszykarz
  - Rodrigo Nestor, brazylijski piłkarz
  - Djed Spence, angielski piłkarz pochodzenia jamajskiego
  - Erica Sullivan, amerykańska pływaczka
- 2001 – Jerneja Brecl, słoweńska skoczkini narciarska
- 2003:
  - Kazuha Nakamura, japońska piosenkarka, raperka
  - Nicoll Parrado, kolumbijska zapaśniczka
- 2004:
  - Alan Bród, polski piłkarz
  - Eguinaldo, brazylijski piłkarz
- 2005 – Victoria Jiménez Kasintseva, andorska tenisistka pochodzenia rosyjskiego

## Zmarli
- 117 – Trajan, cesarz rzymski (ur. 53)
- 378 – Walens, cesarz rzymski (ur. 328)
- 803 – Irena, cesarzowa bizantyńska (ur. ok. 752)
- 833 – Al-Mamun, kalif z dynastii Abbasydów (ur. 786)
- 1048 – Damazy II, papież (ur. ?)
- 1107 – Horikawa, cesarz Japonii (ur. 1079)
- 1157 – Kanut V, król Danii (ur. ?)
- 1167 – Daniel I, czeski duchowny katolicki, biskup praski (ur. ?)
- 1179 – Roger, angielski arystokrata, duchowny katolicki, biskup Worcesteru (ur. ?)
- 1354 – Stefan Andegaweński, książę Transylwanii, Chorwacji, Dalmacji i Slawonii (ur. 1332)
- 1420 – Pierre d’Ailly, francuski duchowny katolicki, biskup Cambrai, kardynał, teolog, astrolog (ur. ok. 1350)
- 1429 – Jakubek ze Stříbra, czeski pisarz, teolog i husycki działacz reformacyjny (ur. 1372)
- 1447 – Konrad IV Starszy, książę oleśnicki, biskup wrocławski (ur. ?)
- 1492 – Beatrycze z Silvy, portugalska zakonnica, święta (ur. 1424)
- 1516 – (data pogrzebu) Hieronim Bosch, niderlandzki malarz (ur. ok. 1450)
- 1534 – Tommaso de Vio, włoski duchowny katolicki, biskup Gaety, generał zakonu dominikanów, kardynał (ur. 1469)
- 1601 – Michał Waleczny, hospodar Wołoszczyzny (ur. 1557)
- 1611 – Domenico Pinelli, włoski duchowny katolicki, biskup Fermo, kardynał (ur. 1541)
- 1635 – Jan II Wittelsbach, hrabia palatyn i książę Palatynatu-Zweibrücken-Veldenz (ur. 1584)
- 1646 – Małgorzata Aldobrandini, księżna Carpineto, Parmy i Piacenzy oraz Castro (ur. 1588)
- 1647 – Zygmunt Kazimierz Waza, królewicz polski (ur. 1640)
- 1650 – Jerzy Ossoliński, polski polityk, dyplomata (ur. 1595)
- 1652 – Jan Both, holenderski malarz (ur. ?)
- 1661 – Peeter Danckers de Rij, holenderski malarz (ur. ?)
- 1687 – Niccolò Albergati-Ludovisi, włoski duchowny katolicki, arcybiskup Bolonii, kardynał (ur. 1608)
- 1700 – Jean-Baptiste Tuby, francuski rzeźbiarz pochodzenia włoskiego (ur. 1635)
- 1701 – Stanisław Solski, polski jezuita, matematyk, architekt (ur. 1622)
- 1713 – Jan Reisner, polski malarz, architekt, geometra, geograf (ur. 1655)
- 1783 – Gabriel (Kremenecki), ukraiński biskup prawosławny (ur. 1708)
- 1790 – Ignazio Gaetano Boncompagni-Ludovisi, włoski kardynał (ur. 1743)
- 1805 – Nikołaj Zubow, rosyjski pułkownik (ur. 1763)
- 1808 – Carlo Bellisomi, włoski kardynał, nuncjusz apostolski (ur. 1736)
- 1814 – Antoni Angełłowicz, ukraiński duchowny greckokatolicki, biskup przemyski, administrator diecezji chełmskiej, pierwszy greckokatolicki metropolita halicki, arcybiskup lwowski, biskup kamieniecki (ur. 1756)
- 1815 – Felicjan Niegolewski, polski szlachcic, polityk (ur. 1759)
- 1817 – Leopold III, książę Anhalt-Dessau (ur. 1740)
- 1824 – Sebastian Alojzy Sierakowski, polski jezuita, architekt (ur. 1743)
- 1831 – Teofil Wojciech Załuski, polski polityk (ur. 1760)
- 1842 – Kaliksta Teano, polska pisarka (ur. 1810)
- 1848 – Frederick Marryat, brytyjski pisarz (ur. 1792)
- 1851 – Julia Molińska-Woykowska, polska publicystka, emancypantka, poetka, autorka literatury dziecięcej (ur. 1816)
- 1852 – Casimir Lefaucheux, francuski rusznikarz, wynalazca (ur. 1802)
- 1853:
  - Józef Hoene-Wroński, polski polihistor, matematyk, fizyk, filozof, ekonomista, prawnik (ur. 1776)
  - Norbert Alfons Kumelski, polski przyrodnik, geolog (ur. 1802)
- 1854 – Fryderyk August II Wettyn, król Saksonii (ur. 1797)
- 1861 – Vincent Novello, brytyjski kompozytor, publicysta muzyczny pochodzenia włoskiego (ur. 1781)
- 1862 – Narcyz Olizar, polski polityk, pisarz, publicysta, malarz (ur. 1794)
- 1863 – Wincenty Migurski, polski działacz niepodległościowy, uczestnik powstania listopadowego, zesłaniec (ur. 1805)
- 1881 – Karol Mecherzyński, polski pisarz (ur. 1800)
- 1888 – Charles Cros, francuski poeta, wynalazca (ur. 1842)
- 1889 – Teofil Wojciech Ostaszewski, polski ziemianin, działacz społeczny i gospodarczy (ur. 1807)
- 1890:
  - Eduard von Bauernfeld, austriacki dramatopisarz, poeta, gawędziarz, satyryk (ur. 1802)
  - Ludwik Adolf Neugebauer, polski ginekolog-położnik pochodzenia niemieckiego (ur. 1821)
- 1899:
  - Władysław Kozłowski, polski filozof, socjolog, psycholog, literat, uczestnik powstania styczniowego (ur. 1832)
  - Jerzy Aleksandrowicz Romanow, rosyjski cesarzewicz (ur. 1871)
- 1900 – Józef Wolff, polski historyk, księgarz, heraldyk, genealog pochodzenia żydowskiego (ur. 1852)
- 1903 – Auguste Kerckhoffs, holenderski językoznawca, kryptograf, wykładowca akademicki (ur. 1835)
- 1904 – Friedrich Ratzel, niemiecki geograf, etnograf, wykładowca akademicki (ur. 1844)
- 1906 – Karol Kamiński, polski kolarz szosowy (ur. 1878)
- 1909 – Alfons von Rosthorn, austriacki ginekolog, wykładowca akademicki (ur. 1857)
- 1912 – Kandyda Maria od Jezusa, baskijska zakonnica, święta (ur. 1845)
- 1914 – Roque Sáenz Peña, argentyński adwokat, polityk, prezydent Argentyny (ur. 1851)
- 1915 – Jerzy Żuławski, polski prozaik, poeta, dramaturg (ur. 1874)
- 1916 – Antoni Wierzejski, polski zoolog, hydrobiolog, wykładowca akademicki (ur. 1843)
- 1918:
  - Marianna Cope, amerykańska franciszkanka, misjonarka, święta (ur. 1838)
  - Ambroży (Grudko), rosyjski biskup prawosławny, święty nowomęczennik (ur. 1867)
  - Grigorij Usijewicz, rosyjski rewolucjonista (ur. 1890)
- 1919:
  - Ralph Albert Blakelock, amerykański malarz (ur. 1847)
  - Ernst Haeckel, niemiecki biolog, filozof, wykładowca akademicki, podróżnik (ur. 1834)
  - Ruggero Leoncavallo, włoski kompozytor operowy (ur. 1857)
  - Herman Myhrberg, szwedzki piłkarz (ur. 1889)
  - Józef Tokarzewicz, polski publicysta, pisarz, tłumacz, krytyk literacki, uczestnik powstania styczniowego, emigracyjny działacz niepodległościowy (ur. 1841)
- 1923:
  - Stefan Kryczyński, polsko-rosyjski architekt (ur. 1874)
  - Wiktor II Amadeusz von Ratibor, książę raciborski i Corvey (ur. 1847)
- 1924:
  - Johann Breuer, spiskoniemiecki taternik, przewodnik i ratownik tatrzański (ur. 1876)
  - Władysław Toruń, polski inżynier, podpułkownik obserwator (ur. 1889)
- 1925 – Charles Sedelmeyer, austriacko-francuski marszand, kolekcjoner, autor katalogów dzieł sztuki (ur. 1837)
- 1928 – Fryderyk II, wielki książę Badenii (ur. 1857)
- 1929:
  - Artur Goldhammer, polski ziemianin, prawnik, adwokat, działacz gospodarczy, polityk pochodzenia żydowskiego (ur. 1859)
  - Heinrich Zille, niemiecki grafik, litograf, malarz, rysownik, fotograf (ur. 1859)
- 1931:
  - Lujo Brentano, niemiecki prawnik, filozof, ekonomista, wykładowca akademicki pochodzenia włoskiego (ur. 1844)
  - Bolesław Iwicki, polski inżynier rolnik, działacz społeczny (ur. 1864)
  - Jakub Mortkowicz, polski księgarz, wydawca (ur. 1876)
- 1932:
  - Aleksander Berkenheim, rosyjski i polski działacz spółdzielczy i samorządowy pochodzenia żydowskiego (ur. 1878)
  - Sante Ceccherini, włoski szablista (ur. 1863)
  - John Charles Fields, kanadyjski matematyk, wykładowca akademicki (ur. 1863)
- 1935:
  - Wilhelm Kulikowski, polski adwokat, publicysta, działacz polityczny i niepodległościowy (ur. 1859)
  - Paweł Schroeter, polski chirurg (ur. 1855)
  - Tomasz Skorupka, polski pamiętnikarz (ur. 1862)
  - Iwan Towstucha, radziecki polityk (ur. 1889)
- 1936:
  - Florentyn Asensio Barroso, hiszpański duchowny katolicki, biskup, męczennik, błogosławiony (ur. 1877)
  - German Garrigues Hernández, hiszpański zakonnik, męczennik, błogosławiony (ur. 1895)
  - Dionizy Ludwik Molinos Coloma, hiszpański zakonnik, męczennik, błogosławiony (ur. 1890)
  - Julian Pozo Ruiz de Samaniego, hiszpański redemptorysta, męczennik, błogosławiony (ur. 1903)
  - Wilhelm Plaza Hernández, hiszpański duchowny katolicki, męczennik, błogosławiony (ur. 1908)
- 1937 – Franciszek Niżałowski, polski prawnik, generał dywizji (ur. 1859)
- 1938:
  - Leo Wiktor Frobenius, niemiecki etnolog, archeolog, afrykanista (ur. 1873)
  - Marian Jachimowski, polski major piechoty, działacz niepodległościowy (ur. 1900)
- 1939 – Alfred J. Pearson, amerykański polityk, dyplomata (ur. 1869)
- 1940:
  - Alessandro Bonci, włoski śpiewak operowy (tenor) (ur. 1870)
  - Leopold Pamuła, polski podpułkownik pilot (ur. 1898)
- 1942:
  - Lisamaria Meirowsky, niemiecki lekarz (ur. 1904)
  - Gieorgij Stacewicz, radziecki polityk (ur. 1898)
  - Edith Stein, niemiecka karmelitanka bosa, filozof pochodzenia żydowskiego, męczennica, święta (ur. 1891)
- 1943:
  - Franciszek Jägerstätter, austriacki tercjarz franciszkański, męczennik, błogosławiony (ur. 1907)
  - Chaim Soutine, francuski malarz pochodzenia żydowskiego (ur. 1893)
- 1944:
  - Jerzy Czerwiński, polski adwokat, działacz ONR i ONR „ABC”, porucznik rezerwy, pracownik Delegatury Rządu na Kraj (ur. 1904)
  - Herbert Hummel, niemiecki SA-Sturmbannführer (ur. 1907)
  - Szczepan Koruba, polski starszy sierżant (ur. 1915)
  - Tadeusz Kurkowski, polski sierżant AK, uczestnik powstania warszawskiego (ur. 1926)
  - Alberts Kviesis, łotewski prawnik, polityk, prezydent Łotwy (ur. 1881)
  - Leon Kazimierz Łubieński, polski ziemianin, dyplomata, polityk, senator RP (ur. 1861)
  - Mieczysław Malinowski, polski major (ur. 1900)
  - Mieczysław Milbrandt, polski filozof, publicysta, uczestnik powstania warszawskiego (ur. 1915)
  - Franjo Šimić, chorwacki generał (ur. 1900)
  - Zygfryd Maria Urbanyi, polski porucznik, dowódca Oddziału AK „Tygrysy Woli”, uczestnik powstania warszawskiego (ur. 1915)
  - Don Worthington, kanadyjski podpułkownik (ur. 1913)
  - Krzysztof Zborowski, polski sierżant, żołnierz AK, uczestnik powstania warszawskiego (ur. 1923)
- 1945:
  - Harry Hillman, amerykański lekkoatleta, sprinter (ur. 1881)
  - Jakow Protazanow, rosyjski reżyser i scenarzysta filmowy (ur. 1881)
  - Charles Sands, amerykański golfista (ur. 1865)
- 1946:
  - Roman Górecki, polski prawnik (ur. 1889)
  - Oskar Emil Wantalowicz, austriacki prozaik, poeta (ur. 1865)
- 1947 – Reginald Innes Pocock, brytyjski zoolog (ur. 1863)
- 1948 – Hugo Ferdinand Boss, niemiecki krawiec, przedsiębiorca (ur. 1885)
- 1949 – Harry Davenport, amerykański aktor (ur. 1866)
- 1950:
  - Jock Stewart, brytyjski kolarz torowy (ur. 1883)
  - Michaił Wiktorow, radziecki major bezpieczeństwa państwowego (ur. 1897)
- 1951:
  - Kazimierz Donat, polski kupiec, przemysłowiec, działacz społeczny, mecenas kultury (ur. 1884)
  - Charles McMurtrie, australijski rugbysta (ur. 1878)
- 1952:
  - Edward Cieśla, polski podporucznik, żołnierz AK (ur. 1923)
  - Rudolf Fuksa, czechosłowacki agent wywiadu amerykańskiego (ur. 1930)
- 1953:
  - Lucien Adrion, francuski malarz pochodzenia żydowskiego (ur. 1889)
  - Auguste Giroux, francuski rugbysta (ur. 1874)
- 1954 – Vito Marcantonio, amerykański prawnik, polityk pochodzenia włoskiego (ur. 1902)
- 1956 – Siergiej Abalin, radziecki historyk, polityk (ur. 1901)
- 1957 – Konrad Tom, polski aktor, scenarzysta i reżyser filmowy, autor tekstów kabaretowych pochodzenia żydowskiego (ur. 1887)
- 1958 – Stiepan Akopow, radziecki polityk (ur. 1899)
- 1959 – Emil František Burian, czeski kompozytor (ur. 1904)
- 1961:
  - Walter Bedell Smith, amerykański generał (ur. 1895)
  - Piotr Tarnawiecki, polski architekt, rzeźbiarz (ur. 1880)
- 1962:
  - Hermann Hesse, niemiecki prozaik, poeta, eseista, laureat Nagrody Nobla (ur. 1877)
  - Hendrik de Iongh, holenderski wojskowy, szpadzista (ur. 1877)
  - Poul Nielsen, duński piłkarz (ur. 1891)
  - Bjørn Rasmussen, duński piłkarz (ur. 1885)
  - Lowell Stockman, amerykański polityk (ur. 1901)
- 1964 – Edward Taylor, polski ekonomista, wykładowca akademicki, publicysta (ur. 1884)
- 1965 – Creighton Hale, amerykański aktor (ur. 1882)
- 1966 – Axel Alfredsson, szwedzki piłkarz (ur. 1902)
- 1967:
  - Kenneth Halliwell, brytyjski aktor, pisarz (ur. 1926)
  - Joe Orton, brytyjski prozaik, dramaturg, aktor (ur. 1933)
- 1969:
  - Abigail Folger, amerykańska aktywistka (ur. 1943)
  - Wojciech Frykowski, polski producent filmowy (ur. 1936)
  - Cecil Frank Powell, brytyjski fizyk, laureat Nagrody Nobla (ur. 1903)
  - Jay Sebring, amerykański stylista, fryzjer (ur. 1933)
  - Sharon Tate, amerykańska aktorka (ur. 1943)
- 1971 – Zygmunt Dworakowski, polski polityk (ur. 1905)
- 1972 – Hugh Claye, brytyjski pilot wojskowy, as myśliwski (ur. 1889)
- 1973 – Charles Daniels, amerykański pływak (ur. 1885)
- 1974 – Jan Gieryng, polski urzędnik, przewodnik i działacz turystyczny (ur. 1925)
- 1975:
  - Kazimierz Mann, polski artysta (ur. 1910)
  - Dmitrij Szostakowicz, rosyjski pianista, kompozytor, symfonik, pedagog pochodzenia polskiego (ur. 1906)
  - Antonín Vodička, czechosłowacki piłkarz (ur. 1907)
- 1976:
  - José Lezama Lima, kubański prozaik, eseista, poeta (ur. 1910)
  - John Roselli, amerykański mafioso pochodzenia włoskiego (ur. 1905)
  - Hermann Sasse, niemiecki duchowny i teolog luterański (ur. 1895)
- 1977 – George Kenney, amerykański generał (ur. 1889)
- 1978:
  - Johan Daisne, belgijski pisarz (ur. 1912)
  - Hermine Schröder, niemiecka lekkoatletka, kulomiotka (ur. 1911)
- 1979 – Raymond Washington, amerykański przestępca (ur. 1953)
- 1980 – Władysław Kozłowski, polski aktor (ur. 1924)
- 1981 – Stane Derganc, jugosłowiański gimnastyk (ur. 1893)
- 1982 – Aleksander Aleksiejew, rosyjsko-francuski ilustrator, animator (ur. 1901)
- 1984:
  - Walter Tevis, amerykański pisarz (ur. 1928)
  - Carl Welkisch, niemiecki znachor, mistyk (ur. 1888)
- 1986:
  - Lucjan Krawiec, polski historyk (ur. 1906)
  - Jef Scherens, belgijski kolarz torowy i szosowy (ur. 1909)
- 1988:
  - Jimmie Fidler, amerykański dziennikarz, publicysta (ur. 1898)
  - Giacinto Scelsi, włoski kompozytor, poeta (ur. 1905)
- 1990:
  - Joe Mercer, angielski piłkarz, trener (ur. 1914)
  - Władysław Orlicz, polski matematyk, wykładowca akademicki (ur. 1903)
- 1991:
  - Schubert Gambetta, urugwajski piłkarz (ur. 1920)
  - Zbigniew Strzałkowski, polski misjonarz, męczennik, Sługa Boży (ur. 1958)
  - Michał Tomaszek, polski misjonarz, męczennik, Sługa Boży (ur. 1960)
- 1994:
  - Aldo Donelli, amerykański piłkarz, trener (ur. 1907)
  - Franciszek Kuduk, polski reżyser, scenarzysta (ur. 1931)[3]
  - Helena Rasiowa, polska matematyk, wykładowczyni akademicka (ur. 1917)
- 1995:
  - Jerry Garcia, amerykański gitarzysta, wokalista, członek zespołu Grateful Dead (ur. 1942)
  - Romuald Spasowski, polski dyplomata (ur. 1921)
- 1997 – Robert Satanowski, polski kompozytor, dyrygent (ur. 1918)
- 1999 – Georg Marischka, austriacki aktor, reżyser (ur. 1922)
- 2000:
  - John Harsanyi, amerykański ekonomista, matematyk, filozof, wykładowca akademicki, laureat Nagrody Banku Szwecji im. Alfreda Nobla w dziedzinie ekonomii pochodzenia węgierskiego (ur. 1920)
  - Herb Thomas, niemiecki kierowca wyścigowy (ur. 1923)
- 2003 – Gregory Hines, amerykański aktor, wokalista, tancerz, choreograf (ur. 1946)
- 2004:
  - Bogusław Madey, polski kompozytor (ur. 1932)
  - David Raksin, amerykański kompozytor, twórca muzyki filmowej (ur. 1912)
- 2005:
  - Colette Besson, francuska lekkoatletka, sprinterka (ur. 1946)
  - Marco Cavagna, włoski astronom amator (ur. 1958)
  - Matthew McGrory, amerykański aktor (ur. 1973)
- 2006:
  - James Van Allen, amerykański fizyk, astronom, wykładowca akademicki (ur. 1914)
  - Alberto Wagner de Reyna, peruwiański dyplomata, prawnik, filozof, pisarz, historyk stosunków międzynarodowych, egzystencjalista i tradycjonalista katolicki (ur. 1915)
- 2007 – Ulrich Plenzdorf, niemiecki pisarz (ur. 1934)
- 2008:
  - Mahmud Darwisz, palestyński poeta, prozaik (ur. 1941)
  - Bernie Mac, amerykański aktor (ur. 1957)
  - Krzysztof Woliński, polski trener lekkoatletyki (ur. 1958)
- 2009:
  - Thierry Jonquet, francuski pisarz (ur. 1954)
  - Yūichi Kageyama, japoński basista, członek zespołu Versailles (ur. 1979)
- 2010:
  - Lech Boguszewicz, polski lekkoatleta, długodystansowiec (ur. 1938)
  - Leon Niedzielski, polski leśnik, dyrektor parków narodowych (ur. 1923)
  - Algis Rimas, litewski inżynier, polityk, samorządowiec (ur. 1940)
  - Ted Stevens, amerykański polityk (ur. 1923)
- 2011 – Andrzej Borecki, polski scenograf filmowy (ur. 1927)
- 2012 – Jan Sawka, polski grafik, malarz, rysownik (ur. 1946)
- 2013:
  - Eduardo Falú, argentyński gitarzysta, kompozytor (ur. 1923)
  - Ishtiaq Mubarak, malezyjski lekkoatleta, płotkarz (ur. 1948)
  - Marian Przełęcki, polski filozof, logik, wykładowca akademicki (ur. 1923)
  - Stanisław Włodarczyk, polski duchowny katolicki, biblista (ur. 1939)
- 2014:
  - Andrij Bal, ukraiński piłkarz, trener (ur. 1958)
  - Stanisław Czaderski, polski aktor (ur. 1926)
- 2015:
  - Boris Gostiew, radziecki polityk (ur. 1927)
  - John Henry Holland, amerykański profesor psychologii, elektrotechniki i informatyki (ur. 1929)
- 2016:
  - Bill Alsup, amerykański kierowca wyścigowy (ur. 1938)
  - Miguel José Asurmendi Aramendia, hiszpański duchowny katolicki, biskup Vitorii (ur. 1940)
- 2017 – Jan Zbigniew Słojewski, polski krytyk literacki, felietonista (ur. 1934)
- 2018 – Manfred Melzer, niemiecki duchowny katolicki, biskup pomocniczy koloński (ur. 1944)
- 2019:
  - Altair, brazylijski piłkarz (ur. 1938)
  - Fahrudin Jusufi, kosowski piłkarz (ur. 1939)
- 2020:
  - Martin Birch, brytyjski producent muzyczny (ur. 1948)
  - Kurt Luedtke, amerykański dziennikarz, scenarzysta filmowy (ur. 1939)
- 2021:
  - Lester Bird, antiguański lekkoatleta, skoczek w dal, polityk, premier Antigui i Barbudy (ur. 1938)
  - Alex Cord, amerykański aktor (ur. 1933)
  - Patricia Hitchcock, brytyjska aktorka, producentka filmowa (ur. 1928)
  - Ryszard Jarzembowski, polski dziennikarz, polityk, senator RP (ur. 1945)
  - Siergiej Kowalow, rosyjski działacz społeczny, dysydent, polityk (ur. 1930)
  - Jerzy Krzyżanowski, polski inżynier, profesor nauk technicznych, wykładowca akademicki, samorządowiec (ur. 1927)
- 2022:
  - Ingemar Erlandsson, szwedzki piłkarz (ur. 1957)
  - Nicholas Evans, brytyjski pisarz, scenarzysta i producent telewizyjny (ur. 1950)
  - Gene LeBell, amerykański judoka, wrestler, kaskader filmowy (ur. 1932)
  - Donald Machholz, amerykański astronom (ur. 1952)
  - Przemysław Marzec, polski dziennikarz radiowy, korespondent wojenny (ur. 1970)
  - Alberto Orzan, włoski piłkarz (ur. 1931)
  - Mikałaj Sluńkou, białoruski działacz komunistyczny, polityk, sekretarz KC KPZR (ur. 1929)
  - Marek Żylicz, polski prawnik, wykładowca akademicki (ur. 1923)
- 2023:
  - María Cangá, ekwadorska judoczka (ur. 1962)
  - Ita Ever, estońska aktorka (ur. 1931)
  - Peppino Gagliardi, włoski piosenkarz, kompozytor (ur. 1940)
  - Joseph Henry Ganda, sierraleoński duchowny katolicki, biskup Kenema, arcybiskup Freetown (ur. 1932)
  - Aleksandar Matanović, serbski szachista, dziennikarz i działacz szachowy (ur. 1930)
  - Robbie Robertson, kanadyjski gitarzysta i wokalista rockowy, lider zespołu The Band, poeta, aktor (ur. 1943)
  - Véronique Trillet-Lenoir, francuska onkolog, samorządowiec, polityk, eurodeputowana (ur. 1957)
- 2024:
  - Charles R. Cross, amerykański dziennikarz i krytyk muzyczny (ur. 1957)
  - Feliks Niedziółka, polski piłkarz (ur. 1945)
  - Susan Wojcicki, amerykańska ekonomistka, bizneswoman (ur. 1968)
- 2025:
  - Andrzej Hundziak, polski kompozytor, pedagog muzyczny, animator życia muzycznego (ur. 1927)
  - Iwan Krasko, rosyjski aktor (ur. 1930)
  - Stanislao Loffreda, włoski duchowny katolicki, franciszkanin, archeolog, ceramolog, poeta (ur. 1932)